# Riddarfjärden
Koordinaten: 59° 19′ 26″ N, 18° 3′ 0″ O

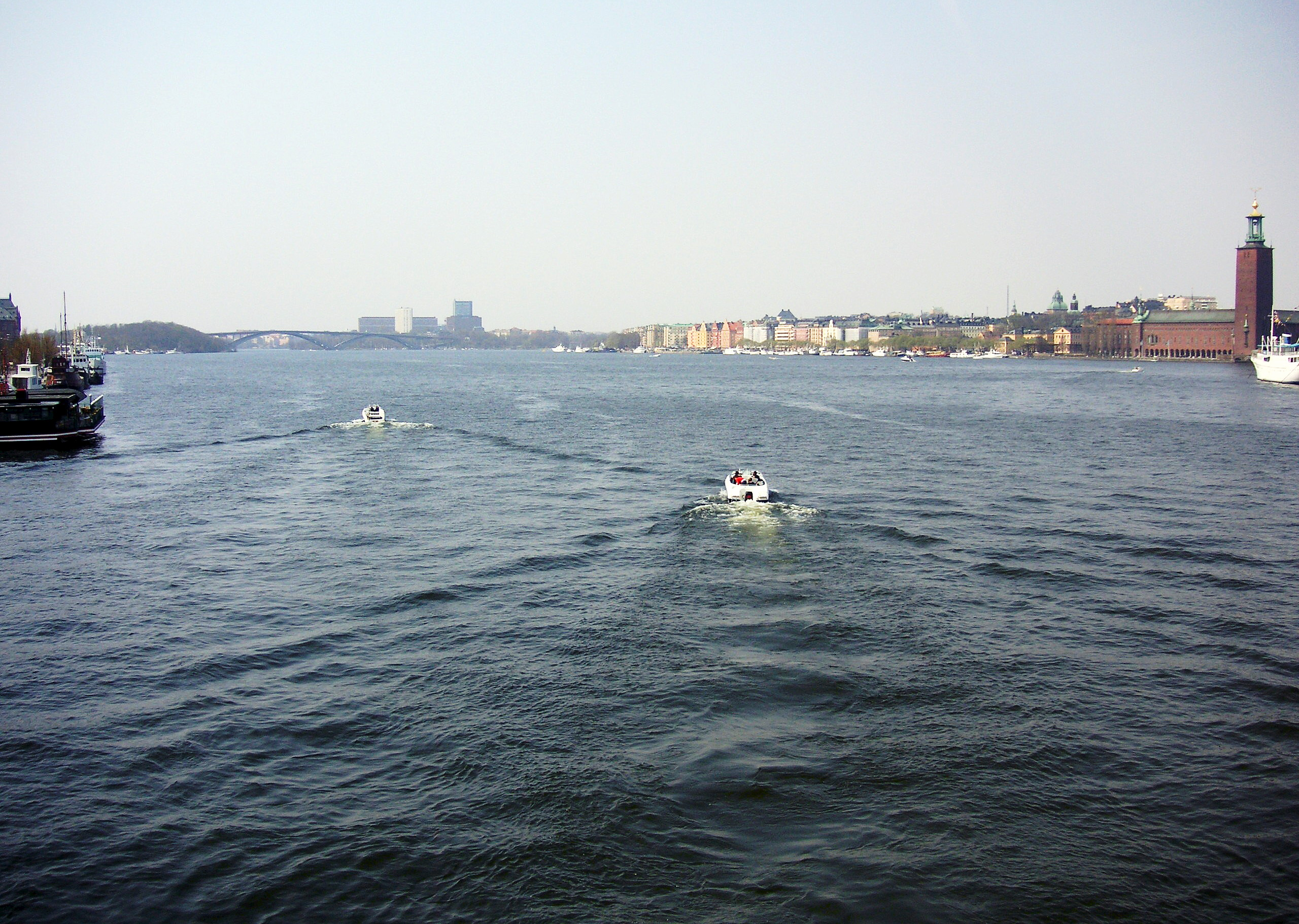
Riddarfjärden Richtung Westen, Sommer 2006

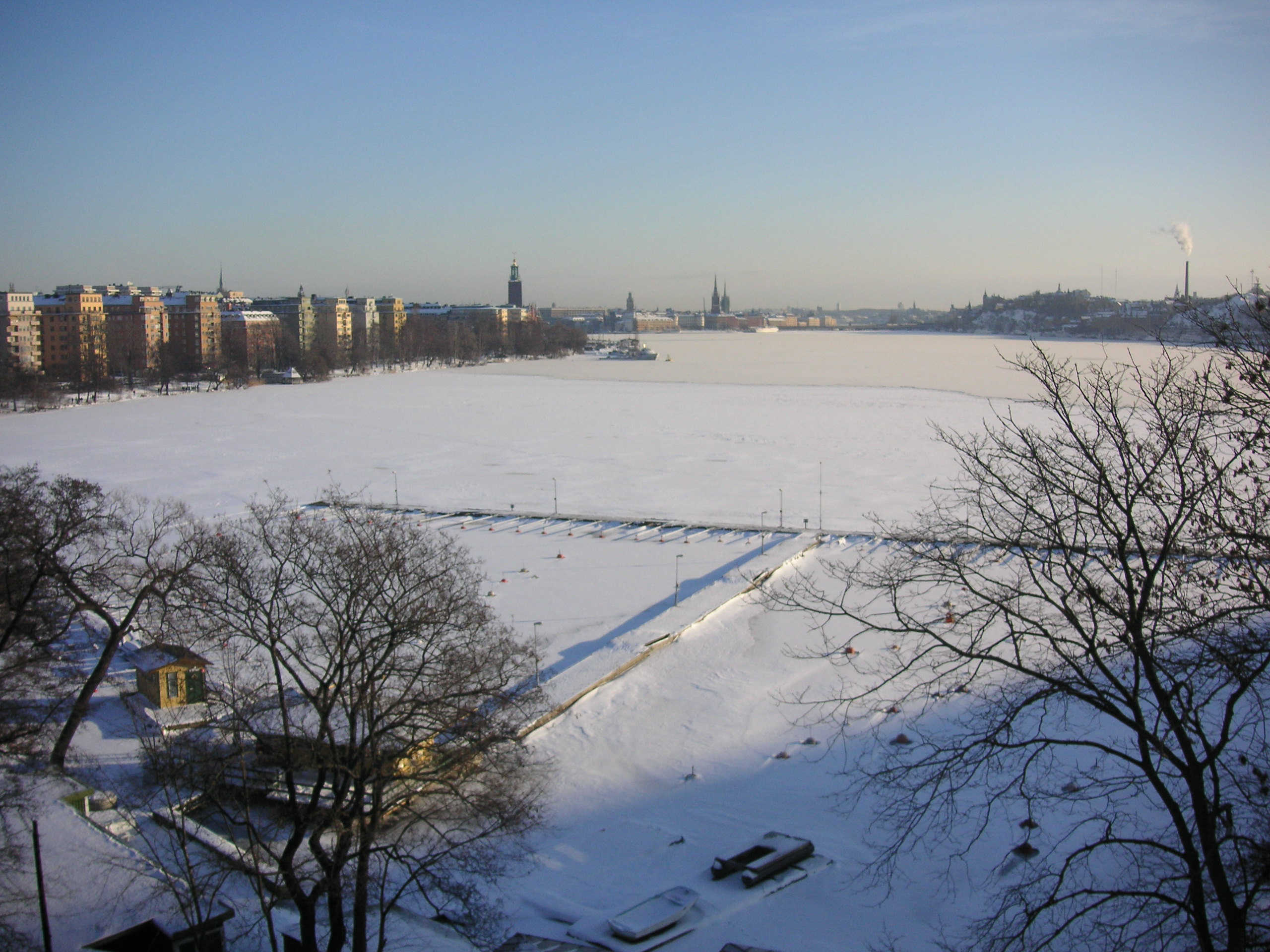
Riddarfjärden Richtung Osten, Winter 2006

Der Riddarfjärden ist die östlichste Bucht des Mälaren und gehört ganz zum Stadtgebiet von Stockholm. Fjärd, Fjord und Förde sind unterschiedliche Arten von Buchten glazialen Ursprungs.
Der Riddarfjärden erstreckt sich in Ost-West-Richtung und wird begrenzt im Westen vom Stadtteil Mariaberget und der Brücke Västerbron, sowie der ehemaligen Gefängnisinsel Långholmen, im Norden vom Stadtteil Kungsholmen und der Straße Norr Mälarstrand, im Osten von den Inseln Riddarholmen und Gamla Stan, sowie im Süden vom Stadtteil Södermalm und der Straße Söder Mälarstrand.
Der Riddarfjärden ist etwa 2.700 Meter lang und ungefähr 400 Meter breit, die Strandlinie beträgt 6400 Meter und die größte Tiefe misst etwa 23 Meter.
Um den Riddarfjärden befinden sich einige interessante Bauwerke. Das bekannteste ist das Stockholmer stadshus am nordöstlichen Teil des Riddarfjärden. Im Westen überspannt Stockholms höchste Brücke, die Västerbron, die Bucht. Im Osten finden sich die Schleusen und der Verkehrsknotenpunkt Slussen sowie die Altstadt Gamla Stan. Bei Slussen trifft das Süßwasser des Mälarsees auf das Salzwasser der Ostsee. Das Wasser ist so sauber, dass mitten in der Stadt gebadet werden kann, dazu stehen die Bäder bei Smedsudden und auf Långholmen zur Verfügung. Seit 1976 findet jährlich das Riddarfjärds-Schwimmen zwischen Smedsudden und dem Stadshuset statt. Es gab 2007 einen Vorschlag des Architekten Thomas Sandell, ein schwimmendes Badehotel mitten im Riddarfjärden zu bauen.